# Paul Gross
Paul Michael Gross (nascido em 30 de abril de 1959) é um ator, produtor, diretor, cantor e escritor canadense, nascido em Calgary, na província de Alberta, Canadá. 

Gross ficou conhecido por seu papel principal na série de televisão Due South, interpretando o Policial Benton Fraser, bem como no filme de guerra Passchendaele (2008), no qual ele escreveu, produziu, dirigiu e atuou no papel do soldado canadense Michael Dunne. 

Em 2009 o ator participou também da série de TV Eastwick, onde viveu o misterioso, rico e sedutor Darryl Van Horne, a série teve sua estréia no Brasil no dia 13 Marco de 2012, dentro do programa Tele Seriados no SBT.   

## Vida pessoal
Paul Gross é casado com a atriz canadense Martha Burns, desde setembro de 1988, o casal tem dois filhos Jack Gross e Hannah Gross.

## Carreira / Filmografia
| Ano  | Filme                                 | Personagem              | Notas                                     |
| ---- | ------------------------------------- | ----------------------- | ----------------------------------------- |
| 1985 | Turning to Stone                      | Billy                   | Estréia                                   |
| 1989 | Cold Comfort                          | Stephen Miller          |                                           |
| 1989 | Divided Loyalties                     | Walter Butler           |                                           |
| 1990 | Getting Married in Buffalo Jump       | Alex Bresnyachuk        |                                           |
| 1991 | Married to It                         | Jeremy Brimfield        |                                           |
| 1992 | Buried on Sunday                      | Augustus Knickel        |                                           |
| 1993 | Aspen Extreme                         | T.J. Burke              |                                           |
| 1994 | Whale Music                           | Daniel Howl             |                                           |
| 1994 | XXX's & OOO's                         | Bucky Dean              |                                           |
| 1994 | Paint Cans                            | Morton Ridgewell        |                                           |
| 1997 | 20.000 Léguas Submarinas              | Ned                     |                                           |
| 1999 | Murder Most Likely                    | Patrick Kelly           |                                           |
| 2002 | Homens com Vassouras                  | Chris Cutter            | também como Diretor e Escritor            |
| 2004 | Wilby Wonderful                       | Buddy French            |                                           |
| 2004 | H2O - O Último Primeiro-Ministro (TV) | Thomas David McLaughlin | Também como Escritor e Produtor executivo |
| 2005 | Burnt Toast                           | Scott                   |                                           |
| 2007 | The Trojan Horse (H2O sequel) (TV)    | Thomas David McLaughlin | Também como Escritor e Produtor executivo |
| 2008 | Passchendaele                         | Michael Dunne           | Também como Escritor, Produtor e Diretor  |
| 2010 | Gunless                               | The Montana Kid         |                                           |

## Séries de TV
| Ano       | Série                | Personagem              | Notas        |
| --------- | -------------------- | ----------------------- | ------------ |
| 1994–1999 | Due South            | Constable Benton Fraser | 67 episódios |
| 2009-2010 | Eastwick             | Darryl Van Horne        | 13 episódios |
| 2010      | Homens com Vassouras | Chris Cutter            |              |

2018              Alias Grace                             Thomas Kinner                     6 episódios